# Leo Ehrnrooth
Leo Reinhold Ehrnrooth (né le 10 mars 1877 à Helsinki et mort le 26 juillet 1951 en Suède) est un homme politique finlandais,,. 

## Biographie
Leo Ehrnrooth est le fils du général de division Adolf Reinhold Viktor Ehrnrooth et d'Olga De la Gardie.
Leo Ehrnrooth obtient son doctorat en droit en 1906. 
Il participe à l'Assemblée législative de la noblesse en tant que représentant de sa famille en 1904-1905 et 1905-1906.
De 1906 à 1917, il travaille au département des finances du Sénat, mais il est suspendu pendant un an en mai 1913 pour avoir refusé de certifier des documents rédigés en russe.
Après le renversement de l'empereur, en mars 1917 il devient chef de la Commission du commerce et de l'industrie et sénateur du Sénat de Toikoi (fi). 
Leo Ehrnrooth est député RKP de la Circonscription d'Uusimaa du 22 mai 1907 au 31 mai 1909 et du 4 avril 1917 au 10 avril 1917.
De mai à septembre 1918, il est conseiller d'ambassade à l'ambassade de Finlande à Berlin.
Leo Ehrnrooth est vice-ministre des Affaires étrangères des gouvernements Ingman I (11.03.1919–17.04.1919) et  Kaarlo Castrén (17.04.1919–19.06.1919).
Il est aussi Ministre du Commerce et de l'Industrie du gouvernement Erich (15.03.1920–12.08.1920) ainsi que Ministre de l'Intérieur du gouvernement Linkomies (05.03.1943–08.08.1944).
Au début de l'indépendance de la Finlande, Leo Ehrnrooth passe au monde des affaires, d'abord en tant que directeur général de l'Association des propriétaires de scieries finlandais en 1918-1919 et en tant que directeur général de l'Association finlandaise de l'industrie de transformation du bois en 1918-1921, puis en tant que directeur de la Banque  Helsingin Osakepankki en 1921-1924.